# Proctonotoidea
Proctonotoidea  Gray, 1853 è una superfamiglia di molluschi nudibranchi del sottordine Cladobranchia.

## Tassonomia
Comprende le seguenti famiglie:
- Curnonidae d'Udekem d'Acoz, 2017
  - Curnon d'Udekem d'Acoz, 2017
  - Pseudotritonia Thiele, 1912
- Dironidae Eliot, 1910
  - Dirona MacFarland, 1905
- Janolidae Pruvot-Fol, 1933
  - Antiopella Hoyle, 1902
  - Bonisa Gosliner, 1981
  - Galeojanolus M. C. Miller, 1971
  - Janolus Bergh, 1884
- Lemindidae Griffiths, 1985
  - Leminda Griffiths, 1985
- Madrellidae Preston, 1911
  - Eliotia Vayssière, 1909
  - Madrella Alder & Hancock, 1864
- Proctonotidae Gray, 1853
  - Caldukia Burn & M. C. Miller, 1969
  - Proctonotus Alder & Hancock, 1844

### Alcune specie

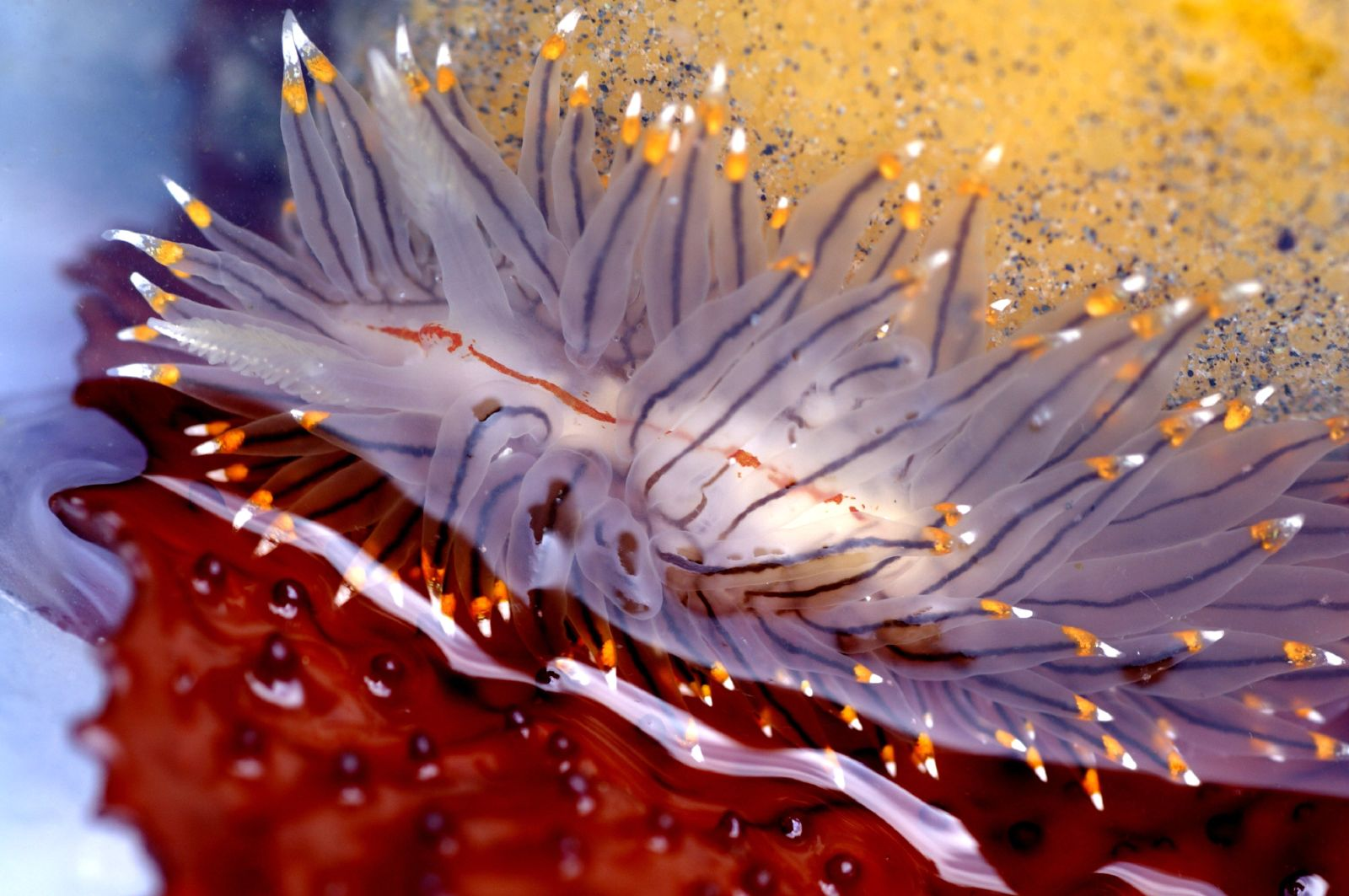
Antiopella fusca
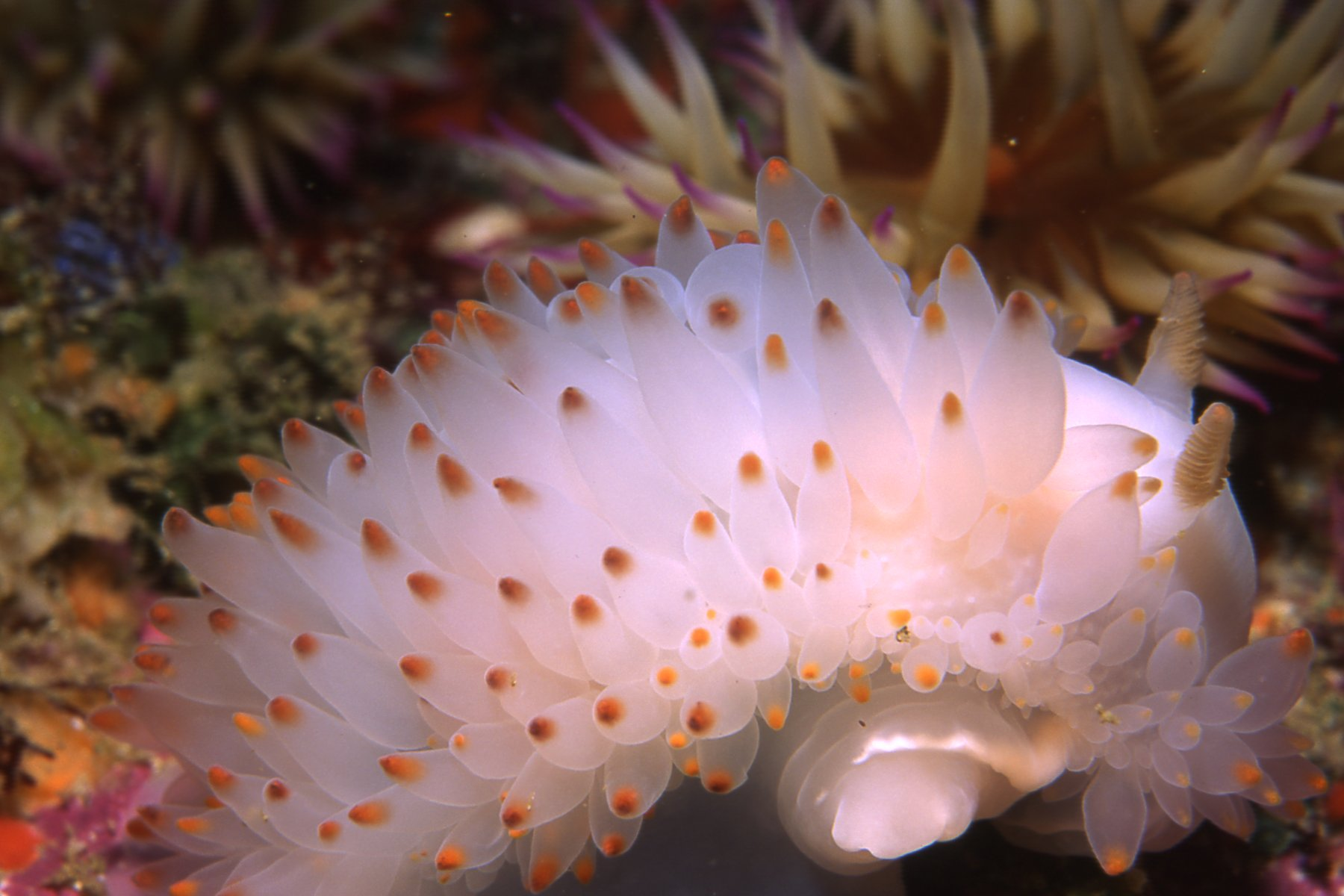
Bonisa nakaza
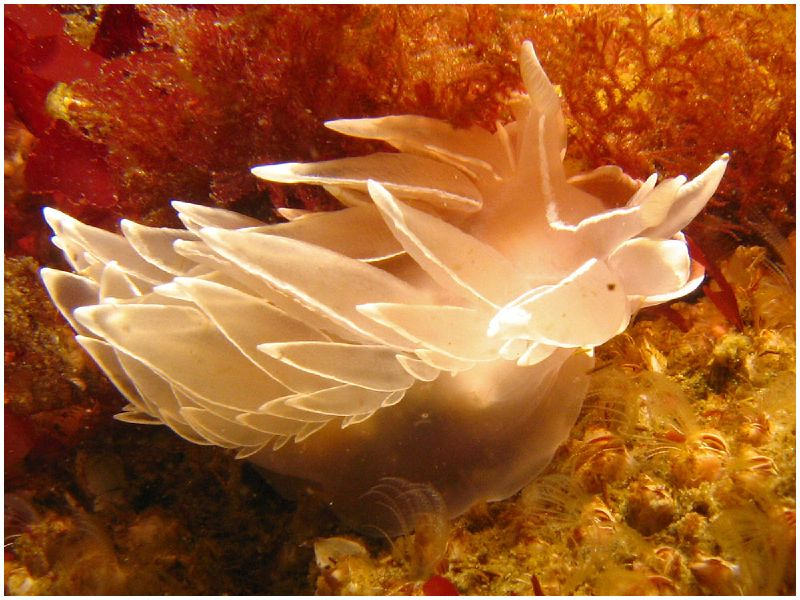
Dirona albolineata
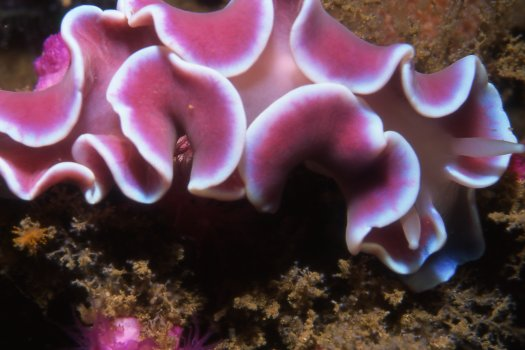
Leminda millecra
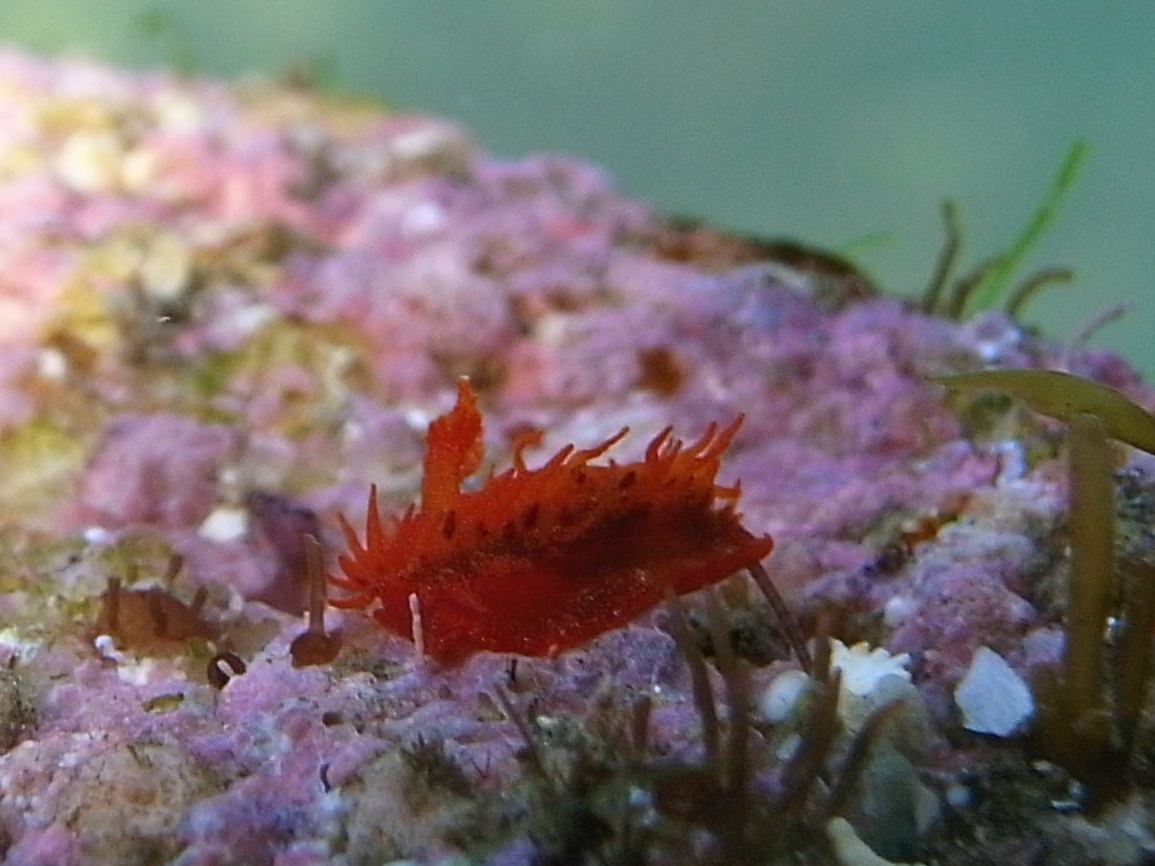
Madrella sanguinea